# Étienne de la Garde
Étienne II de la Garde (gestorven 18 mei 1359) was een Frans kardinaal in dienst van zijn familielid paus Clemens VI in de 14e eeuw.
Étienne de la Garde groeide op in het bisdom Beauvais voor een klerikale carrière. In zijn familie waren er heren van Saignes of van Saignes. Hij trad in dienst van paus Clemens VI als huiskapelaan en werd aartsdiaken van de bisschop van Beauvais. In deze hoedanigheid werd hij pauselijk gezant in Lombardije, Romagna en Napels.

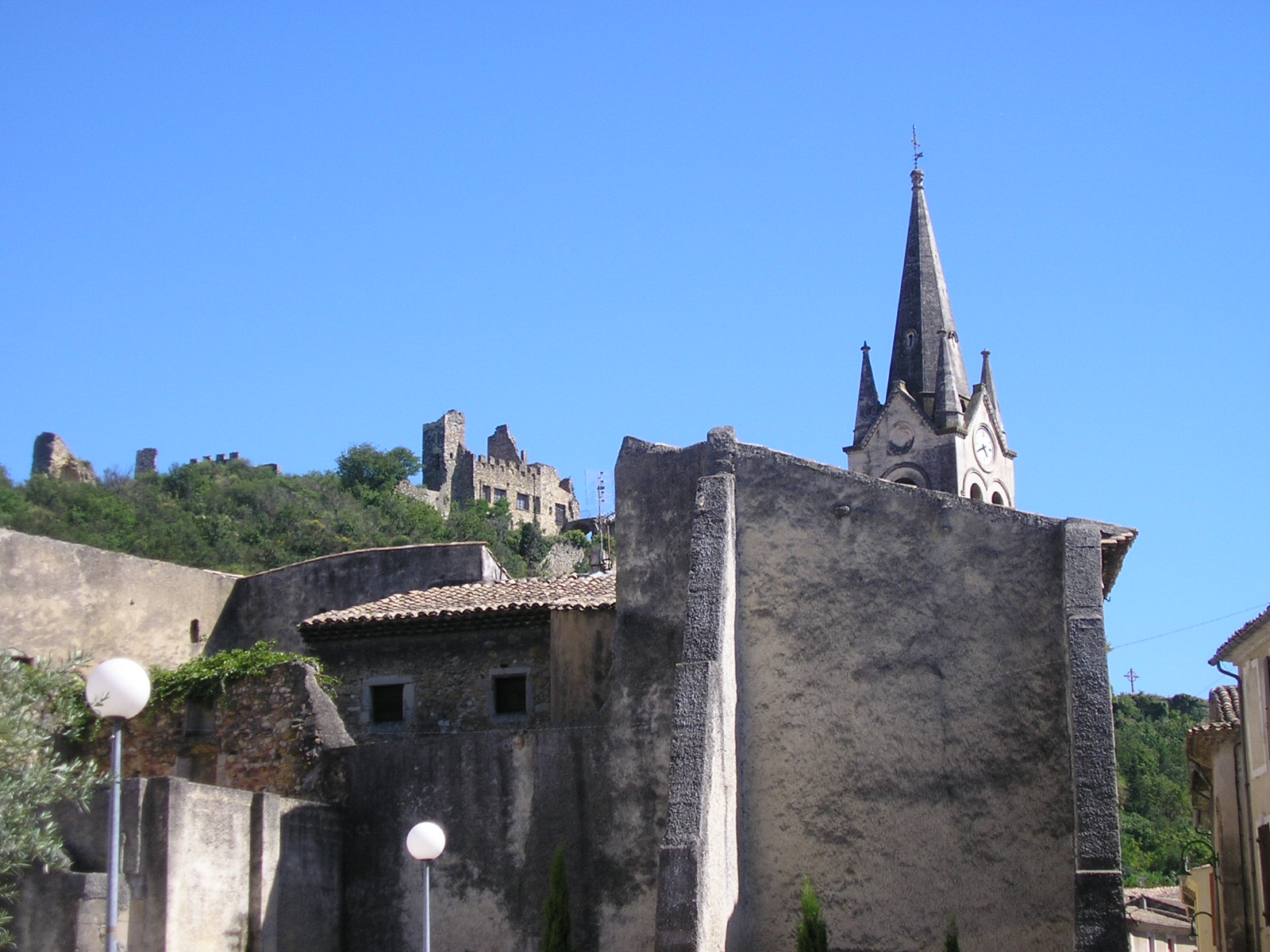
Middeleeuws kasteel in Mondragon, waar De la Garde heerste

## Bisschop
Hij werd achtereenvolgens bisschop van Lissabon (1344-1348), bisschop van Saintes (1348-1351) en aartsbisschop van Arles (1351-1359). In die laatste hoedanigheid had hij het recht munten te slaan in Mondragon in zijn aartsbisdom, een overblijfsel toen het koninkrijk Arles onder bestuur stond van de Rooms-Duitse keizers. In het stadje Mondragon had ook zijn broer Bernard de la Garde heerlijke rechten.
Étienne de la Garde excommuniceerde de inwoners van Salon-de-Provence omdat zij zijn vicaris-generaal in een hete oven hadden gegooid.
In 1350 creëerde paus Clemens VI hem tot kardinaal met als titelkerk San Martino ai Monti in Rome.